# Prince Amukamara
Pour les articles homonymes, voir Amukamara.
(en) Statistiques sur pro-football-reference
Prince Kelechi Amukamara, né le 6 juin 1989 est un joueur professionnel américain de football américain ayant évolué au poste de cornerback dans la  National Football League (NFL) pendant onze saisons.
Auparavant, il avait joué au niveau universitaire pour les Cornhuskers du Nebraska dans la NCAA Division I Football Bowl Subdivision (FBS).
Il est ensuite sélectionné lors du 1er tour de la draft 2011 par la franchise des Giants de New York avec lesquels il remporte le Super Bowl XLVI en 2012 lors de son année rookie.

## Les débuts
Amukamara est né à Leominster dans le Massachusetts. Ses parents, Romanus et Christy Amukamara, sont tous deux natifs du Nigeria. Il déménage rapidement vers le New Jersey avant de s'installer à l'âge de 5 ans à Glendale en Arizona. Il a 5 sœurs (prénommées Princess, Promise, Peace, Precious, et Passionate.
Prince est issu du peuple Igbo du Nigéria et est même de descendance royale,
Son grand-père était le chef de la ville d'Awo-Omamma située dans l'état d'Imo au Nigeria. Il est actuellement le descendant direct pour lui succéder . Sa mère a participé aux jeux olympiques de 1984 pour le Nigéria en athlétisme. Son père est enseignant.
Prince est chrétien, abstinent (il ne boit pas d'alcool), et a certifié qu'il est resté chaste jusqu'au mariage.
Il intègre l'enseignement secondaire (High School) Apollo à Glendale en Arizona où il excelle dans plusieurs sports. Plus particulièrement, Amukamara était une vedette en athlétisme et était considéré comme l'arme explosive des Hawks sur le terrain de football américain. En six matchs lors de la saison 2006, en attaque, il gagne à la course 1 129 yards et 270 yards en réception. En défense, il réalise deux interceptions. Il inscrit également 18 touchdowns offensifs et 3 défensifs. Il termine la saison avec 2 106 yards gagnés à la course et 24 touchdowns au poste de running back, avec en plus 95 plaquages et 2 interceptions au poste de defensive back. L' Arizona Republic le désigné Meilleur joueur de l'année du niveau lycéen en Arizona.
Il est également sélectionné dans l'équipe type de l'Arizona par Scout.com.
Considéré comme une recrue possible 3 étoiles par Rivals.com, Amukamara est désigné comme le 11e meilleur joueur de l'Arizona. Le 29 décembre 2006, Amukamara décide de jouer au niveau universitaire pour les Cornhuskers de l'université du Nebraska.
Il avait également été courtisé par d'autres universités et notamment par les Buffaloes du Colorado, les Bulldogs de Fresno State, le Wolf Pack du Nevada, les Beavers d'Oregon State, les Rebels de l'UNLV et les Miners de l'UTEP.
Durant son année senior dans l'enseignement secondaire, lorsqu'on lui demandait son avis sur les progrès dans son futur transfert universitaire, il répondait : I'm not worried about the recruiting now. I will look at it closer after the season (Je ne suis pas inquiet à ce propos, j'y regarderai plus précisément après la fin de saison).
| Nom                                                                      | Ville naissance                           | École sup./Collège | Taille              | Poids          | 40Y.D. | Date contrat     |
| ------------------------------------------------------------------------ | ----------------------------------------- | ------------------ | ------------------- | -------------- | ------ | ---------------- |
| Prince Amukamara CB                                                      | Glendale (Arizona), AZ                    | Apollo High School | 1,85 m (6 ft, 1 in) | 82 kg (180 lb) | 4.5    | 29 décembre 2006 |
| Prince Amukamara CB                                                      | Scout: - Rivals: - 247Sports:NC - ESPN:NC |                    |                     |                |        |                  |
| Références : "2007 Team Ranking". Rivals.com. Consulté le 30 avril 2011. |                                           |                    |                     |                |        |                  |

## Carrière universitaire
Amukamara intègre l'université du Nebraska et joue pour l'équipe de football américain des Cornhuskers de 2007 à 2010. Il envisageait au tout début de son arrivée à l'université de principalement jouer au basket mais change d'avis dès que les entraînements de football américain débutent.
Comme freshman en 2007, Amukamara est décrit par le vétéran linebacker Corey McKeon comme étant un nouveau "avec beaucoup de personnalité". Il fait ses débuts le Modèle:Date-22 août 2007 contre les Cardinals de Ball State avec les équipes spéciales. Il termine la saison avec un bilan de 4 plaquages en 8 matchs, partageant ses apparitions entre les équipes spéciales et la ligne défensive arrière (secondary).
Pour son année sophomore, les entraîneurs se demandent s'ils doivent utiliser Amukamara au poste de running back ou de cornerback. Après le camp d'entraînement, la décision est prise de le faire jouer comme 1er réserviste cornerback (back-up). Il joue finalement les treize matchs de la saison et débute en tant que titulaire au poste de cornerback contre les Broncos de Western Michigan, les Aggies de New Mexico State et les Hokies de Virginia Tech. Il termine la saison avec un bilan de 34 plaquages dont 8 réussis lors du match contre Western Michigan.
Lors de son année junior, Amukamara est désigné titulaire au poste de cornerback. Il se blesse lors du match contre les Ragin' Cajuns de Louisiane mais ne rate finalement aucun match. Il termine la saison avec un bilan de 5 interceptions, 11 passes déviées, 64 plaquages, et 2 sacks. Il est sélectionné dans l'équipe type de la Conférence Big 12 à l'issue de la saison.
Lors de son année senior, il réalise 59 plaquages et 1 sack mais sans interception. Cependant, il est utile de souligner qu'il n'a permis que 18 passes complétées dans sa direction sur 52 tentatives et qu'il a été loué pour sa capacité à neutraliser les receveurs adverses en cours de la saison.
Après la saison, il est unanimement sélectionné dans l'équipe type universitaire du pays et reçoit le trophée du meilleur défenseur de l'année de la Conférence Big 12,,,. Il est également finaliste du prix Jim Thorpe Award, demi finaliste du prix Chuck Bednarik Award et quart finaliste du trophée Ronnie Lott Trophy.
Pendant son séjour à l'université du Nebraska, Amukamara réussit une spécialisé en science politique et obtient son diplôme en sociologie en décembre 2010.

### Statistiques en NCAA[25]
| Stats. Prince Amukamara | Stats. Prince Amukamara | Stats. Prince Amukamara | Stats. Prince Amukamara | Stats. Prince Amukamara | Matchs | Tackles | Tackles | Tackles | Tackles | Tackles | Interceptions Défensives | Interceptions Défensives | Interceptions Défensives | Interceptions Défensives | Interceptions Défensives | Fumbles | Fumbles | Fumbles | Fumbles |
| Saisons                 | Conf.                   | Écoles                  | Cl.                     | Pos.                    | M.J.   | Solo    | Ast.    | Tot.    | Loss    | Sk.     | Int                      | Yrd.                     | Moy.                     | TDs                      | PD                       | FR      | Yrd.    | TDs     | FF      |
| 2007                    | Big 12                  | NEB                     | FR                      | DB                      | 8      | 2       | 2       | 4       | 0,0     | 0,0     | 0                        | 0                        | 0                        | 0                        | 0                        | 0       | 0       | 0       | 0       |
| 2008                    | Big 12                  | NEB                     | So                      | DB                      | 13     | 21      | 13      | 34      | 2,0     | 1,0     | 0                        | 0                        | 0                        | 0                        | 2                        | 0       | 0       | 0       | 2       |
| 2009                    | Big 12                  | NEB                     | JR                      | DB                      | 14     | 41      | 23      | 64      | 3,0     | 2,0     | 5                        | 63                       | 12,6                     | 0                        | 16                       | 1       | 4       | 0       | 1       |
| 2010                    | Big 12                  | NEB                     | SR                      | DB                      | 14     | 36      | 23      | 59      | 1,0     | 1,0     | 0                        | 0                        | 0                        | 0                        | 13                       | 0       | 0       | 0       | 0       |
| Carrière NCAA           | Carrière NCAA           | Carrière NCAA           | Carrière NCAA           | Carrière NCAA           | 49     | 100     | 61      | 161     | 6,0     | 4,0     | 5                        | 63                       | 12,6                     | 0                        | 31                       | 1       | 4       | 0       | 3       |

## Carrière professionnelle

### Draft
Avant sa dernière saison à Nebraska, des visionneurs de la NFL avaient donné une note de 7,3 à Amukamara, note qui était pratiquement une des plus élevées parmi les 1 400 joueurs classés.
Il est décrit par Sports Illustrated comme un joueur physique, très rapide avec le ballon et ayant des compétences certaines. Plus tard, le magazine lui attribue une cotation de 1er tour après qu'une nouvelle équipe de la NFL l'ait cité comme un des deux meilleurs senior du football universitaire.
| Données mesurées lors du NFL Combine 2011 | Données mesurées lors du NFL Combine 2011 | Données mesurées lors du NFL Combine 2011 | Données mesurées lors du NFL Combine 2011 | Données mesurées lors du NFL Combine 2011 | Données mesurées lors du NFL Combine 2011 | Données mesurées lors du NFL Combine 2011 | Données mesurées lors du NFL Combine 2011 | Données mesurées lors du NFL Combine 2011 | Données mesurées lors du NFL Combine 2011 | Données mesurées lors du NFL Combine 2011 |
| Taille                                    | Poids                                     | Long. bras                                | Taille main                               | 40 yds dash                               | 10 yds split                              | 20 yds split                              | 20 yds shuttle                            | 3 cone drill                              | Dét. Vert.                                | Dét. Long.                                |
| ----------------------------------------- | ----------------------------------------- | ----------------------------------------- | ----------------------------------------- | ----------------------------------------- | ----------------------------------------- | ----------------------------------------- | ----------------------------------------- | ----------------------------------------- | ----------------------------------------- | ----------------------------------------- |
| 1,82 m (6 ft 0 in)                        | 89,811 kg (206 lb)                        | 77,47 cm (30,5 in)                        | 21,59 cm (8,50 in)                        | 4,43 s                                    | 1,50 s                                    | 2,50 s                                    | 4,08 s                                    | 6,97 s                                    | 96,52 cm (38 in)                          | 3,25 m (10 ft 8 in)                       |

Le 28 avril 2011, Amukamara est sélectionné par les Giants de New York en 19e choix global  lors du 1er tour lors de la draft 2011 de la NFL.

### Giants de New York

#### 2011
Le 8 août 2011, soit le lendemain de sa signature avec sa nouvelle franchise, il se fracture le pied gauche (métatarse cassé) lors de son premier entraînement ratant de facto les 9 premiers matchs de la saison et ne joue donc que les 7 derniers matchs de la saison régulière ainsi que les 4 matchs de série éliminatoire dont le Super Bowl XLVI.
Le 20 novembre 2011, il entre sur le terrain lors de la 4e phase de jeu du match contre les Eagles de Philadelphie. Lors de sa 2e action, il intercepte une longue passe du QB des Eagles Vince Young adressée au WR DeSean Jackson. Lors de ce match, il réalise 5 plaquages en solo.
Le 28 novembre 2011 contre les Saints, il réussit pour la première fois de sa carrière à récupérer un fumble commis par son équipier Aaron Ross lors d'un punt adverse. Il réussit 4 plaquages en solo le 11 décembre 2011 contre les Cowboys et 2 autres le 18 décembre 2011 contre les Radskins.
Les Giants se qualifient pour la série éliminatoire et remportent le 5 février 2012 le Super Bowl XLVI en battant les Patriots de la Nouvelle-Angleterre 21 à 17. Amukamara y réussit 1 plaquage en solo.

#### 2012
En 2012, il joue 13 matchs dont 11 en tant que titulaire au poste de Cornerback droit.
À la suite d'une blessure à la cheville, il rate les matchs contre les Cowboys le 5 septembre 2012 et contre les Buccaneers le 16 septembre 2012. Il est également absent pour le match du 15 décembre 2012 contre les Falcons à la suite d'une blessure au bras.
Sa première prestation de la saison se déroule le 20 septembre 2012 chez les Panthers où il réalise 1 plaquage en solo et dévie 1 passe adverse. Le 1er match de sa carrière en tant que titulaire a lieu le 30 septembre à Philadelphie où il réalise 4 plaquages en solo et dévie 1 passe adverse.
Le 14 octobre 2012, contre les 49ers, il est le meilleur de son équipe avec un bilan pour ce match de 6 plaquages, 3 passes déviées et une interception (passe de QB Alex Smith interceptée lors du 1er jeu du 2e quart temps). Le 21 octobre 2012, contre les Redskins, il effectue 6 plaquages dont 5 en solo et dévie une passe adverse. Le 1er novembre 2012, à Cincinnati, il établit son record personnel avec 10 plaquages dont 7 en solo. Il termine la saison avec 5 plaquages dont 4 en solo contre Washington le 3 décembre et 4 plaquages en solo le 30 décembre 2012 contre Philadelphie.
Le bilan global de sa saison sera de 59 plaquages (dont 44 en solo), une interception et 6 passes adverses déviées.

#### 2013
Amukamara commence tous les matchs en tant que titulaire au poste de cornerback droit.
Ses meilleurs réalisation au cous de la saison sont :
- 5 plaquages (4 en solo) contre Washington le 29 décembre 2013 ;
- 2 passes adverses déviées à Kansas City le 29 septembre 2013, contre Seattle le 15 décembre 2013 et à Washington le 1er janvier 2014 ;
- 1 interception sur une passe d'Alex Smith aux Chiefs de Kansas City le 29 septembre 2013 ;
- 8 plaquages en solo contre Denver le 15 septembre 2013 ;
- 7 plaquages en 4 matchs : 6 en solo à Chicago le 10 octobre 2013, 5 en solo à Philadelphie le 27 octobre 2013, 6 en solo contre Green Bay le 17 novembre 2013 et 5 en solo à San Diego le 8 décembre 2013 :
- 1 fumble provoqué contre les Broncos et les Eagles.

Il termine 4e de sa franchise avec un bilan de 83 plaquages (72 en solo) et 2e avec 14 passes adverses déviées. À cela, on peut ajouter 1 interception et 2 fumbles forcés.

#### 2014
Amukamara commence également la saison 2014 comme titulaire au poste de cornerback droit mais le 3 novembre 2014, contre les Colts d'Indianapolis, il se déchire un biceps ce qui met un terme à sa saison.
Son bilan 2014 sera de 46 plaquages (37 en solo), 3 interceptions (record de sa carrière sur une saison), 66 yards retournés et 11 passes adverses déviées.
Ses meilleurs matchs :
- 8 plaquages (dont 4 en solo) et 2 passes adverses déviées à Détroit le 8 septembre 2014 ;
- 9 plaquages (dont 8 en solo) et 1 passe adverse déviée contre Arizona le 14 septembre 2014 ;
- 5 plaquages (dont 4 en solo) et 1 interception contre Houston le 21 septembre 2014 ;
- 3 plaquages en solo et 1 interception retournée sur 11 yards à Washington le 25 septembre 2014 ;
- 7 plaquages en solo et 1 interception retournée sur 38 yards (son record en carrière) à Dallas le 19 octobre 2014 ;
- 3 plaquages en solo avant de se blesser contre Indianapolis le 3 novembre 2014.

#### 2015
Son bilan : 11 matchs joués dont 10 titularisations, 55 placages, 10 passes déviées, 1 interception et 1 fumble forcé.
À l’entame de la 5e année de son contrat rookie, son niveau de jeu ne pose aucun souci à sa franchise au contraire des blessures qui l'ont éloigné du terrain. S’il joue la majorité des matchs en 2015, il commence surtout très fort la saison avant de se blesser au pectoral ce qui va diminuer ses  performances. Toujours aussi bon plaqueur, il ne réussit pas à créer de turnovers sur la fin de saison.
Sa fragilité physique pousse finalement la franchise à le laisser partir, préférant miser sur Janoris Jenkins, ancien joueur des Rams n’ayant manqué que 4 ou 5 matchs sur sa carrière.

## Jaguars de Jacksonville
Le 11 mars 2016, Amukamara signe un contrat d'1 an avec les Jaguars de Jacksonville pour un montant de 5,5 millions de $ (dont 3 millions garantis et une prime à la signature de 1,5 millions),.
Pour le poste de cornerback, il entre en compétition pendant les camps d'entraînement avec Davon House (en), Jalen Ramsey, Aaron Colvin (en), Dwayne Gratz (en) et Josh Johnson. L'entraîneur principal, Gus Bradley (en), le désigne titulaire au poste de nickel back en compagnie de Davon House et de Jalen Ramsey pour le début de saison,.
Il dispute le premier match de la saison contre les Packers de Green Bay y effectuant deux plaquages et en déviant une passe. Il manque les 2e et 3e semaines à la suite d'une blessure au bras.

### Bears de Chicago
Le 10 mars 2017, Amukamara signe un contrat d'un an avec les Bears de Chicago pour un montant de 7 millions de $ avec une prime à la signature de 3,5 millions).

#### 2017
Aux camps d'entraînement, il entre en compétition avec Marcus Cooper (en), Sherrick McManis, Bryce Callahan (en) et Kyle Fuller pour le poste de cornerback. John Fox, entraîneur principal des Bears le désigne comme titulaire pour commencer la saison 2017.
Le 27 août 2017, Amukamara se blesse à la cheville lors de sa première action lors du match de préparation contre les Titans du Tennessee (victoire 19 à 7) et manque ainsi la suite de la préparation et les deux premiers matchs de saison régulière. En 3e semaine, il fait ses débuts pour la franchise effectuant 3 plaquages et déviant deux passes adverses lors de la victoire en prolongation 23 à 17 contre les Steelers de Pittsburgh. Le 9 octobre 2017, Amukamara est pour la première fois titulaire et réussi 4 plaquages en solo made lors de la défaite 17 à 20 contre les  Vikings du Minnesota.

#### 2018

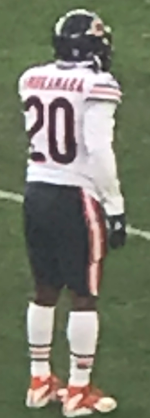
Prince Amukamara contre les 49ers en 2018.

Le 13 mars 2018, Amukamara signe une extension de contrat de 3 ans pour un montant de 27 millions de $ avec les Bears.
Le 1er septembre 2018, il effectue sa première interception retournée en touchdown de sa carrière sur le quarterback Russell Wilson lors de la victoire 24 à 17 contre les Seahawks à l'occasion du Monday Night Football.
Lors de la victoire 34 à 22 contre les Lions en 10e semaine, il intercepte une passe du quarterback Matthew Stafford et réussit huit plaquages. The Bears won the game 34–22.
Amukamara termine sa saison avec 66 plaquages, 12 passes défendues et 3 interceptions dont un pick six. Il reçoit une note de 81 par  Pro Football Focus pour sa saison 2018, ce qui le classe 9e des cornerbacks de la ligue.

#### 2019
En 4e semaine, contre les Vikings, Amukamara réussit 2 plaquages et force un fumble adverse sur Stefon Diggs lors de la victoire 16 à 6
La semaine suivante lors de la défaite 21 à 24 contre les Raiders, il recouvre un fumble forcé par son équipier Sherrick McManis sur Trevor Davis sur la ligne d'en but
Il se blesse légèrement aux ischio-jambiers contre les Lions en 13e semaine et manque le match de la semaine suivante.
Le 21 février 2020, Amukamara est libéré par les Bears après trois saisons.

### Raiders de Las Vegas
Le 18 mai 2020, Amukamara signe avec les Raiders mais est libéré le 31 août.

### Cardinals de l'Arizona
Le 13 octobre 2020, Amukamara signe avec les Cardinals pour entrer dans leur équipe d'entraînement. Il est libéré à l'expiration de ce contrat le 11 janvier 2021.

### Saints de La Nouvelle-Orléans
Le 2 août 2021, Amukamara signed with the chez les Saints mais est libéré le 17 août 2021.

### Retraite
Le 24 août 2023, Amukamara signe un contrat d'un jour avec les Giants afin de prendre sa retraite en tant que membre de la franchise qui l'avait sélectionné à la draft.

### Statistiques en NFL
| Saisons                | Équipes                | Pos.                   | N°                     | Matchs | Matchs | Interceptions | Interceptions | Interceptions | Interceptions | Interceptions | Fumbles | Fumbles | Fumbles | Fumbles | Sack, Tackle, Safety | Sack, Tackle, Safety | Sack, Tackle, Safety | Sack, Tackle, Safety |
| Saisons                | Équipes                | Pos.                   | N°                     | M.J.   | M.T    | Int.          | Yds.          | TD            | + Long.       | PD            | FF      | FR      | Yds     | TD      | Sk.                  | Tkl.                 | Ast.                 | Sfty.                |
| 2011                   | NYG                    | RCB                    | 20                     | 07     | 0      | 01            | 0             | 0             | 0             | 03            | 0       | 1       | 0       | 0       | -                    | 012                  | 02                   | -                    |
| 2012                   | NYG                    | RCB                    | 20                     | 013    | 11     | 01            | 0             | 0             | 0             | 06            | -       | -       | -       | -       | -                    | 045                  | 08                   | -                    |
| 2013                   | NYG                    | RCB                    | 20                     | 016    | 16     | 01            | 0-4           | 0             | -4            | 13            | 2       | 0       | 0       | 0       | -                    | 076                  | 09                   | .                    |
| 2014                   | NYG                    | RCB                    | 20                     | 08     | 08     | 03            | 066           | 0             | 38            | 11            | -       | -       | -       | -       | -                    | 037                  | 09                   | -                    |
| 2015                   | NYG                    | RCB                    | 20                     | 011    | 10     | 01            | 06            | 0             | 06            | 10            | 1       | 1       | 0       | 0       | -                    | 055                  | 08                   | -                    |
| 2016                   | JAC                    | L/RCB                  | 21                     | 014    | 12     | 0             | 0             | 0             | 0             | 06            | 0       | 0       | 0       | 0       | -                    | 046                  | 03                   | -                    |
| 2017                   | CHI                    | LCB                    | 20                     | 014    | 12     | 0             | 0             | 0             | 0             | 07            | 0       | 1       | 0       | 0       | -                    | 045                  | 03                   | -                    |
| 2018                   | CHI                    | RCB                    | 20                     | 015    | 15     | 03            | 058           | 01            | 49            | 12            | 2       | 0       | 0       | 0       | -                    | 057                  | 09                   | -                    |
| 2019                   | CHI                    | RCB                    | 20                     | 015    | 15     | 0             | 0             | 0             | 0             | 10            | 1       | 1       | 0       | 0       | -                    | 044                  | 09                   | -                    |
| Total chez les Giants  | Total chez les Giants  | Total chez les Giants  | Total chez les Giants  | 049    | 45     | 07            | 068           | 0             | 38            | 43            | 3       | 2       | 0       | 0       | 0                    | 225                  | 36                   | 0                    |
| Total chez les Jaguars | Total chez les Jaguars | Total chez les Jaguars | Total chez les Jaguars | 044    | 42     | 03            | 058           | 1             | 48            | 29            | 3       | 2       | 0       | 0       | 0                    | 146                  | 21                   | 0                    |
| Total chez les Bears   | Total chez les Bears   | Total chez les Bears   | Total chez les Bears   | 014    | 12     | 0             | 0             | 0             | 0             | 07            | 0       | 1       | 0       | 0       | 0                    | 045                  | 03                   | 0                    |
| Total dans la NFL      | Total dans la NFL      | Total dans la NFL      | Total dans la NFL      | 113    | 99     | 10            | 126           | 1             | 66            | 79            | 6       | 5       | 0       | 0       | 0                    | 417                  | 60                   | 0                    |

| Saisons           | Équipes           | Pos.              | N°                | Matchs | Matchs | Interceptions | Interceptions | Interceptions | Interceptions | Interceptions | Fumbles | Fumbles | Fumbles | Fumbles | Sack, Tackle, Safety | Sack, Tackle, Safety | Sack, Tackle, Safety | Sack, Tackle, Safety |
| Saisons           | Équipes           | Pos.              | N°                | M.J.   | M.T    | Int.          | Yds.          | TD            | + Long.       | PD            | FF      | FR      | Yds     | TD      | Sk.                  | Tkl.                 | Ast.                 | Sfty.                |
| 2011              | NYG               | RCB               | 20                | 4      | 0      | 1             | 0             | 0             | 0             | 3             | 0       | 1       | 0       | 0       | -                    | 1                    | 1                    | -                    |
| 2018              | CHI               | RCB               | 20                | 1      | 1      | 0             | 0             | 0             | 0             | 1             | 0       | 0       | 0       | 0       | -                    | 0                    | 0                    | -                    |
| Total dans la NFL | Total dans la NFL | Total dans la NFL | Total dans la NFL | 5      | 1      | 1             | 0             | 0             | 0             | 4             | 0       | 1       | 0       | 0       | -                    | 1                    | 1                    | -                    |

## Prix, trophées, titres
- NCAA ;
  - Équipe type 2010 de NCAA (College Football All-America Team) ;
  - Équipe type de la Conférence Big 12 2010 (First-team All-Big 12) ;
  - Défenseur de l'année 2010 de la Conférence Big 12 (Big 12 Defensive Player of the Year).

- NFL
  - Vainqueur du Super Bowl XLVI (saison 2011, joué en février 2012) ;
  - Champion de la NFC (saison 2011).

## Vie privée
Amukamara se marie avec Pilar Davis en 2014
Il est chrétien et parle de sa foi en ces termes : "... the feeling of winning the Super Bowl went away pretty quickly. I don’t think about it much unless people remind me... But to be a Christian, that’s a daily thing and that’s what I think about the most." (...le sentiment de gagner le Super Bowl est parti assez rapidement. Je ne pense pas beaucoup à ça sauf si on me le rappelle... Mais être un chrétien, c'est tous les jours et c'est à ça que je pense le plus.